# 聖闘士星矢 セインティア翔
『聖闘士星矢 セインティア翔』（セイントセイヤ セインティアしょう）は、車田正美（原作）・久織ちまき（漫画）による日本の漫画。車田正美の漫画『聖闘士星矢』を原作とした外伝作品。『チャンピオンRED』（秋田書店）にて2013年10月号から2021年9月号まで連載された後、『聖闘士星矢セインティア翔 memories』が同誌にて2022年9月号から連載中。
2013年9月号にプレ連載が掲載され、翌10月号より正式連載が開始された。原作者である車田正美も「聖処女であるアテナの身辺を直に守るのは少女という考えのもと、聖闘士の少女物という発想は前々から考えていた。また、男子とは違う少女の繊細な面を表現できればいい」と誌上にコメントを載せている。
女神アテナこと城戸沙織の身辺の世話や警護等を担う特別な聖闘士「聖闘少女（セインティア）」の活躍が描かれている。主人公は聖闘少女の1人子馬座（エクレウス）の翔。
2015年10月には単行本第1巻を元に構成されたドラマCDが製作され、2018年12月からアニメが配信・放送された。

## あらすじ
アテナこと城戸沙織が銀河戦争の開催を皮切りに聖域に蔓延る悪を白日の元に晒そうと自らの戦いを覚悟して以降、争乱の気配を感じ取った邪悪な女神エリスが彗星レパルスに導かれ再び地球に襲来し、流血と混乱をもたらそうとしている。聖域でアテナを補佐するはずの教皇もまた敵となり、沙織を偽者と断じ、聖闘士達に討伐を命じた。
沙織を脅かす野望を砕くため、アテナの侍女である聖闘少女達は激闘を繰り広げていく。

## 登場人物
キャストはアニメ版、ドラマCD版の順。

### アテナ軍

#### 聖闘少女
子馬座（エクレウス）の翔 / 翔子
声 - 鈴木愛奈
技：エクレウス流星拳、エクレウス彗星拳、エクレウスローリングクラッシュ
本作の主人公。私立流星学園中等部の生徒。活発で物怖じしない性格。聖闘少女になる前の髪型はポニーテール、聖闘少女となってからは髪を下ろしている。女神の加護があり悪意ある意志では触れない、子馬座の青銅聖衣を纏う。好物は焼肉おにぎり。実家は「両星道場」という空手道場。
聖域の出身であったが13年前のサガの反乱の際にマユラにより響子と共に連れ出された。日本では5年の間、音信不通である姉・響子の身を案じていたが自らをエリスの依り代にせんと目論む邪精霊に襲われた時、聖闘少女となっていた響子に救出され再会する。匿われた城戸邸で襲撃を受けた当初は、事態を把握出来ず沙織や美衣にも反発していたが、姉が自分を守るため傷ついていくのを目の当たりにしてからは自らの無力さを悔やみ、同時に小宇宙覚醒の兆しも芽生えていた。
響子が身代わりとなり攫われてからは、戸隠連峰に隠棲しているマユラの下で聖闘少女の修行を受けた。向かったエリス神殿ではフォノスに捕らえられるが、エリス復活阻止の勅命を受け神殿へ乗り込んで来たミロに救出され、ウテルスで沙織の小宇宙の助けを得て精神世界で響子の意識に呼びかける。銀河戦争では姉を失った失意の中での星矢と出会い、彼の戦う様を見て吹っ切れる。コロッセオで沙織が白銀聖闘士らの襲撃を受けた際は駆け付け、今度は自らが沙織を守るため助勢した。十二宮の戦いでは当初は沙織から別邸での待機を命じられ、その間、美衣やシャオリンと共に魔鈴から指導を受けた。決戦直前には、沙織から修復の終えた子馬座の聖衣を渡され、マユラ達と共にエリス神殿跡にエリスの残り香や次の神を求め群がる幾多の邪霊による聖域侵入を防ぐ。
十二宮編後、エリスと一体となった響子に己の庇護下に入るよう招かれるが断り沙織の護衛を務め、自身の首を狙って来たマニアとの戦いでは苦戦しながらも撃破した。ムウの力で神殿に送られた後、リゲルに誘われエリスの座す天上の間に通ずる扉の前まで辿り着き響子と対面、必死に呼びかけるが響子の救出はならず、崩壊する神殿でミロに救われた。長い昏睡状態から目を覚ました後、カティアの持ち帰った黄金の簪と月の羽衣を仲間と共に身に着け、オリヴィアの導きでエリス神殿に向かう。天上のエデンでは奈落にてフォノスと交戦後、奪われた月の簪を取り戻すため破滅の山を目指す。その途上、再会したマユラと共にアテと対峙する。序盤は二人がかりでも苦戦を強いられたがマユラが囮となり出来た一瞬の隙を突いて、アテの背後に組み付きエクレウスローリングクラッシュにより撃破した。
1巻の作者コメントによると、名前は車田正美によって命名された。
子馬座（エクレウス）の響子
声 - M・A・O
技：エクレウス流星拳
翔の姉。ロングヘアーで大人びた雰囲気を持つ。慎重な性格。妹に対しては優しく世話好き。5年前、自分や妹を救ったミロの言葉を受け、運命を変えるため、ひいては妹を守るため聖闘少女の道を選ぶ。
グラード財団特待生に選出され聖アカデミーへ入学後、実家とは音信不通となっていたが聖闘少女として敵に襲われた翔を救出する。城戸邸で翔や沙織の護衛として奮闘するが、アテの掲げた黄金の林檎より出現した羽の生えた蛇から妹を身を挺して救ったためエリスの依り代とされ、エリス神殿上部のウテルスに囚われる。体を奪われてもエリス自体が完全には覚醒していないため響子としての意識は多少残存しており、エリスが沙織や翔の前に出現した際は、自らの小宇宙を出し妹に言葉を残し、エリス神殿で沙織と翔から呼びかけられた際は自身ごとエリスを討つ要請をし、翔に乗り移ろうとするエリスを抑え込み道連れにした。なお、再復活したエリスと一体化した響子についてはエリス軍の項目を参照。
いるか座（ドルフィン）の美衣 / アリシア・美衣・ベネトール
声 - 中島愛 / Pile
技：エンジェルスプラッシュ、ヘブンズメイルストローム、エンジェルブロースプラッシュ、ヘブンズグランドメイルストローム
優雅な物腰の巻き毛の女性。グラード財団特待生として選出され聖アカデミーで凡そ5年の修行を経て、いるか座の青銅聖衣を纏う聖闘少女となる。幼少期から沙織の世話役として付き従い、プライベートでの秘書も兼ねている。沙織が流星学園へ向かう際は同じようにセーラー服を着用し城戸邸ではメイド服で仕事をする。素養も高く料理の腕も相当なもので翔も驚くほどの豪勢な料理を拵えた。
響子と共に沙織や翔を守るため城戸邸では生身のまま奮闘。翔がマユラの下で修行を受ける際は戸隠連峰まで案内し、城戸別邸ではエモニを撃破。エリス神殿では響子を救出しようと奮闘する翔や沙織を見届けた。銀河戦争ではコロッセオで白銀聖闘士達の襲撃を受けた際、白銀聖闘士と共にいたカティアに対し懸命に説得するも、教皇に心酔するカティアには届かず彼女の凍気で氷漬けにされるが、マユラにより戸隠連峰へ転送された。結界内で沙織や翔と共に状況確認や今後の対策を論じ合う中、突如現れたアフロディーテによる薔薇の香気を受け気を失う。十二宮の戦いでは、当初は沙織から別邸での待機を命じられ、その間、翔やシャオリンと共に魔鈴から指導を受ける。決戦直前には、沙織の聖域へ一人で乗り込む決意を知り諌めるが、沙織の覚悟と現れた瞬の言葉を受け引き下がった。マユラ達と共にエリス神殿跡にエリスの残り香や次の神を求め群がる幾多の邪霊による聖域侵入の防衛に奮闘する。
十二宮編後、上空に浮上した神殿内に取り残された際、復活したエモニと交戦。劣勢に追い込まれるが再び立ち上がりエモニを倒した後、脱出し意識を失っている沙織を護衛する。その後、聖域で沙織の看病にあたりつつ、過去の聖闘少女達が残した記録を調査し、13年前の事件の真相、マユラとオリヴィアの関係、そして翔と響子の出自を知る。天上のエデンでは奪われた月の簪を取り戻すため誓言の湖へ向かう。湖ではかつて誓いをした相手エドワードと再会するも彼の魂を核としたホルコスと交戦する。エドワードを解放するため自身の心の花を餌とし、それを欲したホルコスをその身に宿わせると同時に、いるか座の聖衣の探知信号で探し当てた簪でホルコスを攻撃し倒した。
小熊座（ウルサミノル）のシャオリン / 星 暁鈴（シン シャオリン）
声 - 三森すずこ
技：極天七星拳、極天北辰光、極天閃光撃、極天七星閃光撃、極天煌煌拳
お団子頭にチャイナドレスを着た女性。聖アカデミーでは美衣やカティアの後輩。天真爛漫な性格であるが、沙織の部屋の前にいた辰巳を不審者と勘違いし取り押さえるといったおっちょこちょいな面もある。小熊座の青銅聖衣を纏う。探索能力に優れている。
幼少時に家族を失っており「武漢雑伎団」に引き取られていた。そこで出会った同じ境遇のユウファと切磋琢磨していたが、グラード財団の特待生に選出された。
銀河戦争ではコロッセオで白銀聖闘士達の襲撃を受けた際、白銀聖闘士と共にいたカティアに対し攻撃を仕掛けるも全く通じず、逆にカティアの凍気で氷漬けとなるがマユラにより戸隠連峰へ転送された。沙織をアフロディーテに拉致された後、城戸邸で聖域から襲撃された聖アカデミーの壊滅を知る。
十二宮の戦いでは、当初は沙織から別邸での待機を命じられ、その間、翔や美衣と共に魔鈴から指導を受けた。決戦直前には、沙織からマユラ達と共にエリス神殿跡にエリスの残り香や次の神を求め群がる幾多の邪霊による聖域侵入の防衛に奮闘する。
十二宮編後は、エリス神殿内で長らく気を失っていたが、崩壊する神殿からカティア達と共にユアンらに救出される。沙織の容態を案じており、毎晩遅くまで文献や古い伝承を調べていた。テッサリアの聖なる森で秘薬「神の果実」を探していた際、邪霊衣を纏ったユウファを前に動揺し怯んだが、ゲオルクに叱咤される。意図せず神の果実の樹の切り株を探し当てていため秘薬を持ち帰り沙織に施す。天上のエデンでは奪われた月の簪を取り戻すため飢餓の森へ向かう。ユウファの強大な力の前に劣勢に追い込まれるが、機転を利かせて手にした黄金の簪を載せた一撃でユウファを倒した。
冠座（ノーザンクラウン）のカティア
声 - 森下由樹子
技：ジュエリックティアーズ、ブリリアントラヴィーナ、ジュエリックダガーズ
腰まで届くロングヘアーの女性。冠座の青銅聖衣を纏う。人々から信頼を一心に集める教皇の調査をするため、聖域への侵入を試みるが邪精霊となった妹・マリアの襲撃を受け窮地に陥る。その際、教皇に救出されると同時に、彼の強さや慈愛に満ちた小宇宙を目の当たりにした。聖域で治療を受けた後、対面した教皇から自らの目的を知った上で、時が来るまで聖域での侍女となるよう要請されると、自身も教皇が真にアテナの敵であるのか迷いが生じていたため承諾した。その後、教皇の悪の人格に殺されかけるが善の人格の真意を確信する。沙織との対面を望む教皇から彼女を聖域に連れてくるよう命を受けると、自身も聖域を無血で元の状態へ戻すには二者の直接対面こそが最善という思いに至る。時期は不明だがエリスの毒に侵されていた。
沙織の聖域への連行という指令を受けた白銀聖闘士ゲオルク・ユアンの案内役として日本へ向かってからは、沙織を教皇と対面させるべく、コロッセオで白銀聖闘士らと共に沙織達の前に立ち塞り、シャオリン・美衣を氷漬けとし沙織に迫るも彼女らを転送したマユラと対峙した。強大な力を見せるマユラの前に敗色濃厚となった際、正気に戻ったのかマユラに沙織の無事を告げ、自らは沙織に拳を向けた責を負うべく自害を試みるがマユラに防がれ気を失う。その後、介抱を受けたマユラの許から離れる際、許されざる賭けをした自身は沙織の許に戻ることはまだ出来ないと告げた。
十二宮編後、上空に浮上したエリス神殿内でエモニを美衣に任せ先へ進むが、神殿が崩壊し始めるとユアンらに救出された。その後、ムウの許可を受けエルダと共にスターヒルを登攀、頂上で自分達を呼ぶ声に導かれ月の神殿を訪問し、エルダと共にカリストにアルテミスの助力を依頼するも、自らの心に潜むサガへの想いを不純と断ぜられ矢を射られる。神殿外にある月の牢獄に繋がれてからもアルテミスのアテナへの助力の取次ぎを必死に乞い、アルテミスへ誠意を示すためカリストの前で、サガへの敬慕や心酔という自身の奥底にある想いの種子から作り出されたサガの像を粉砕した。その行動をカリストに認められアルテミスから神具を授けられる。天上のエデンでは奪われた月の簪を取り戻すため忘却の河へ向かい妹のマリア、マリアを器としていたレテと戦う。忘却の雪を浴びていたために追い込まれるも、凍気に黄金の簪を乗せた一撃でレテを倒した。
カシオペア座のエルダ
声 - 竹達彩奈
技：グレイテストイラプション、バーニングラヴァレイン
ショートヘアの女性。レベッカに師事していた。青銅聖衣の中では中々の技を持つようで、黄金聖闘士に怯むどころか元々戦うつもりでいた等気の強い性格。特注品の大型二輪を運転する描写がある。
襲撃を受けた聖アカデミーに駆けつけ、デスマスクへ果敢に挑むも敗北。積尸気の中で、ミトの姿に化けた邪精霊の残党に邪霊士にさせされそうになるが、エリスの残党の抹殺こそが本当の目的であったデスマスクの登場により未遂に終わった。壊滅したアカデミーの事後処理を済ませ各地の反聖域勢力との連絡役の任務を遂行する。
十二宮編後、ユアンとゲオルクに逃亡罪が免罪されたこと・邪神の復活や聖域への侵攻開始を伝え、聖域への帰還を指示した。自身はバイクにまたがり神殿に突入、翔を乗せ神殿内部を疾走する。神殿が崩壊し始めるとカティア達と共にユアンらに救出された。その後、ムウの許可を受けカティアと共にスターヒルを登攀。頂上で自分達を呼ぶ声や時空が揺らいだような現象を体験した後、自分達を呼ぶ声に導かれ月の神殿を訪問する。カティアと共にカリストにアルテミスの助力を依頼するも、自らの心に潜むデスマスクへの憎悪を不純と断ぜられ、矢を射られる。神殿外の月の牢に繋がれた際、自身も気づかないままに植え付けられていたイヴィル・シードの出芽により出現したデスマスクと再び対峙した。その後はオリンポス山麓の渓谷に落下していたがリュトスに救出され、向かった天上のエデンではデスマスクと交戦。黄泉比良坂の死界の穴に落とされそうになるが、師であるレベッカの言葉を受け一撃を喰らわす。最後には浄化の力を宿す黄金の簪をデスマスクの眉間に突き刺し消滅させた。その後、再び出現し本体であるポイネを倒したデスマスクの圧倒的な実力を認める等、憎しみ一辺倒だった感情は幾分変化している。
オリヴィア
13年前にアテナが降臨した際の聖闘少女の長。マユラの友であった。本人の言葉によると、神話の時代から口伝されてきたアテナの身に関する膨大な情報が自身の中に記録されている。また、アテナの使いとも呼ばれるフクロウを連れており、教皇を騙るサガも驚くほどの小宇宙を有していた。響子や翔の母。アイソンが奇跡の体現者と呼ぶように死した後も神々しい小宇宙を放っている。
降臨したアテナを狙うサガの前に立ち塞がったが凶行を止めることは出来ず亡骸はスターヒルに幽閉された。魂だけの状態となった後も、自身の使命を全うするためカティアやエルダを月の神殿まで導き、カティアがアルテミスから神具を賜ると五人の聖闘少女の前に姿を現す。アテナの救出と響子の魂の救済を頼み、異次元空間内にあるエリス神殿まで彼女らを導いた後、魂は消滅した。
カシオペア座のレベッカ
先代の聖闘少女。とある島に滞在しエルダを弟子としていた。島を暗黒聖闘士が襲撃した際、エルダを逃がし迎撃、撃退し島民の被害も最小限に抑えたが自身は命を落とした。

#### 女神
城戸沙織
声 - 水瀬いのり
グラード財団のトップにして女神アテナの化身。幼少時より英才教育を受けていたので学業へ勤しむ必要はないが、年齢は13歳であり義務教育期間中であるため形式上流星学園に在籍している。登校はたまにしかしないが、その際は学園の制服であるセーラー服を着用し最上階の奥の部屋に籠り一般生徒とは接しない。
学園で出会った翔を匿った城戸邸でアテの襲撃を受ける。自らもまだ戦いに迷いがあり完全なるアテナではないため苦戦を強いられるもアイオロスの遺志の助力を得、劣勢を覆し、聖闘少女になることを決意した翔に戸隠連峰に隠棲しているマユラを紹介した。響子を依り代としたエリスと対峙した時は翔に助勢しエリスの魂に一撃を与え撤退に追い込み、翔達がエリス神殿のウテルスに到達した際は小宇宙を通して助力するがエリスの暴走により響子を喪う。財団の療養所で治療を受ける翔を見舞い、感謝の言葉と共に翔に普通の生活へ戻るよう伝えた。
銀河戦争では、コロッセオで白銀聖闘士やカティアの襲撃を受け窮地に陥るが、マユラにより戸隠連峰へ転送される。結界内で翔や美衣と共に状況確認や今後の対策を話し合う中、突如現れたアフロディーテの薔薇の香気を受け気を失い聖域へ連行され教皇と対面した。教皇から自分への断罪の要請を依頼されるも自身の信念や教皇に心から贖罪する姿勢を感じ拒否するが、突如、髪の色が変わった教皇から黄金の短剣で殺害されそうになる。しかし、再度現れた善の人格に異次元へ脱出させられ、漂流している所をアフロディーテに導かれ城戸邸へ送られた。十二宮の戦いでは、黄金聖闘士に比べ遥かに力の劣る聖闘少女達に、当初は城戸別邸での待機を命じるが、幾多の邪霊がエリス神殿跡に集合している事実を知ると、魔鈴の修行を受け実力を向上させた聖闘少女達に邪霊による聖域侵入の防衛を依頼する。星矢達と共に十二宮へ到着するも自身は左胸に矢を受け倒れたが星矢達の活躍によりサガを打ち破った。
十二宮編後、翔と共に響子と一体となったエリスと対峙。エリスの力を封じ込める結界を張り続けるも、エリスに何らかの封印を掛けられ気を失った。シャオリンが持ち帰った秘薬により小宇宙が戻ると、即座にエリスの元に向かい自身の命を賭して地球への隕石落下を止めようとするが囚われる。

#### 青銅聖闘士
一角獣座（ユニコーン）の邪武
声 - 石川英郎
技：ユニコーンギャロップ
銀河戦争に出場する少年。邪霊士にされた斗樹を倒した。十二宮編後、市らと共に聖域聖門前に現れた邪霊士の別働隊を打ち破る。
天馬座（ペガサス）の星矢
声 - 森田成一
技：ペガサス流星拳
銀河戦争に出場する少年。排水溝へ落ちそうになったネックレスを拾ったのを契機に姉を失い失意の中にいる翔と出会う。翔を励まし、銀河戦争では不屈の闘志で戦い続ける様を見せ、翔を吹っ切らせた。沙織や紫龍達と共に十二宮へ乗り込み遂にはサガを打ち破った。
龍座（ドラゴン）の紫龍
銀河戦争に出場し、2回戦で星矢と激闘を繰り広げるが敗北した。
アンドロメダ座の瞬
声 - 粕谷雄太
銀河戦争に出場した青銅聖闘士。
白鳥星座（キグナス）の氷河
沙織や星矢達と共に十二宮へ乗り込む。
子獅子星座（ライオネット）の蛮、狼星座（ウルフ）の那智、大熊星座（ベアー）の檄、海ヘビ星座（ヒドラ）の市
十二宮編後、邪武と共に聖域聖門前に現れた邪霊士の別働隊を打ち破る。市はシャオリンが早朝に任務で聖域を出たことを美衣に伝えた。
小犬座（カニスミノル）のミライ
声 - 金田アキ
マユラの弟子の少年。活発で素直な性格だが、シナトが女性という事実には長らく気がついていなかった。指先から電撃を放つことが出来る。銀河戦争では白銀聖闘士らに襲撃され師により転送された沙織達を迎え入れた。十二宮の戦いでは、シナトと共に子馬座の聖衣の修復をムウに依頼、修復された聖衣を沙織に届け、師や聖闘少女達と共に、エリス神殿跡にエリスの残り香や次の神を求め群がる幾多の邪霊による聖域侵入の防衛に尽力する。エリスが隕石を落としてからは、シナトと共に青銅聖衣を纏いマユラの指示で沙織の関係者の護衛任務に就いており、邪霊士に襲われた辰巳等を救出した。
風鳥座（アプス）のシナト
声 - 渡辺明乃
マユラの弟子の少女で、マユラが聖域にいた時期から付き従っていた。ミライとは対照的にクールで冷静な性格。強力な息吹を放つことが出来る。銀河戦争ではミライと共に沙織達を迎え入れた。十二宮の戦いでは、ミライと共に子馬座の聖衣の修復をムウに依頼し、師や聖闘少女達と共に、エリス神殿跡にエリスの残り香や次の神を求め群がる幾多の邪霊による聖域侵入の防衛に尽力する。その後は青銅聖衣を纏いミライと共にマユラの指示を受け辰巳等を救出した。
カメレオン座のジュネ
治療中の青銅聖闘士を狙い襲撃を仕掛けてきた邪霊士を撃破した。

#### 白銀聖闘士
巨犬座（カニスマヨル）のシリウス、猟犬座（ハウンド）のアステリオン、矢座（サジッタ）のトレミー
声 - 酒巻光宏（シリウス）、駒田航（アステリオン）、若林佑（トレミー）
教皇から東方に出現した神殿とエリス復活の調査を命じられるが、ミロが名乗りを上げたためその役目を譲る。
オリオン座のリゲル
声 - 加瀬康之
黄金聖闘士と同等の力を持つと言われていたが聖域から忽然と姿を消した。反教皇派の聖闘士で聖アカデミーにも出入りしていた。響子が翔を庇いエリスの依代となり大樹に囚われ、その救出に赴いた際、彼女から自身ごと邪神を倒すよう懇願されるも響子を思う余り攻撃を止めた。その後、エリスにより「響子の傍で戦う」という願いの毒に囚われる。邪霊士の項も参照。
楯座（スキュータム）のユアン
声 - 逢坂良太
技：アストラルグラビテーション
白銀聖闘士の中でもゲオルクと並んで聖域への忠誠心が篤い青年。任務中、自分より非力な仲間を敵からの攻撃から守ろうとする等仲間想いな一面もある。ゲオルクと共に教皇から銀河戦争の裏に潜む邪悪の調査・城戸沙織の捕獲・加担する聖闘士の抹殺の指令を受ける。同行するカティアの案内で銀河戦争が開催されている日本へ向かい、コロッセオで沙織達を転送したマユラと対峙。噂に高い楯座の盾での防御やゲオルクとの連携攻撃を仕掛けるも劣勢に陥る。しかし、事態の悪化を感じたマユラが戦闘を止めカティアを抱え場を離脱したことで生き延びていた。
十二宮編後は、ゲオルクと共にエルダからアテナの慈悲により逃亡罪を不問に処されたこと・邪神エリスの復活・聖域への侵攻を伝えられ、聖域への帰還を指示される。その途上、聖域間近に迫るエリス神殿からカティアらを救出した。
南十字座（サザンクロス）のゲオルク
声 - 前野智昭
技：ガイスティブブリッツ
顎鬚を生やし精悍な風貌をした男性。青銅聖闘士の弟子がいる。白銀聖闘士の中でもユアンと並び聖域への忠誠心は篤いが、物事を腹拵えしてから考えるといった泰然自若な面もある。ユアンと共に教皇から指令を受け、同行するカティアの案内で銀河戦争が開催されている日本へ向かい、コロッセオで沙織達を転送したマユラと対峙。一人で戦おうとするカティアを制止し、ユアンとの連携攻撃をマユラへ仕掛けるも劣勢に陥る。しかし、情勢が切迫していることを感じたマユラが戦闘を止めカティアを抱え場を離脱したことで生き延びた。その後はユアンと同様の経緯を辿っている。テッサリアの森ではユウファと邂逅したシャオリンを目撃し彼女を叱咤した。隕石防衛地点から敵が出現し始めるとムウの指示を受け老師の援護や五老峰の警備の任に就く。
孔雀座（パーヴォ）のマユラ
声 - 佐藤利奈
技：秘閃 破折調伏、万刧仙石、秘義 絢翼天舞翔
着用した仮面の上から両目を覆い、頭部以外は全身に包帯姿で、聖衣の上から和服を着用し、孔雀の羽根をあしらえた車椅子に乗っているという異相の女性聖闘士。無数の鳥を使役している。かつては女性聖闘士の頂点に立ち、聖域で屈指の実力を持つと謳われ短期間で数人の聖闘士を育てたが、戸隠連峰の奥地に隠棲している。魔鈴からは「姐さん」と呼ばれる。オリヴィアは友でありアイソンとも親交があった。
13年前、オリヴィアに翔や響子を託され聖域を逃亡した。立ち塞がったシュラの一撃で深手を負ったが覚悟を認めた彼に見逃される。その後、アイソンにより傷を癒された。
翔が聖闘少女になるべく来訪した際は、想いの強さと表裏一体の闇の深さを危険視し一度は大石の中に封印するが、強い意志で封印を破って出てきた彼女を認めた。沙織が響子を喪った悲しみから涙を流した時は、聖闘士は平和のための礎であることを教え、以後はアテナとしての自覚を持ち涙を見せないよう諭す。コロッセオでユアンらの襲撃を受けた沙織達を戸隠連峰へ転送させ、自らが代わって3人と対峙、女性聖闘士の中で最強と呼ばれた実力を如何なく発揮し3人を圧倒する。戸隠連峰に張った結界が破られ沙織に危険が迫っていることや、カティアの体にエリスの毒に侵された痕跡を確認すると、戦闘を切り上げ気を失ったカティアを抱え、ユアンやゲオルクに彼女の言葉を信じるよう言い残し離脱し、介抱したカティアから彼女の真意を確認した。
十二宮の戦いの際は、弟子や聖闘少女達と共に、エリス神殿跡にエリスの残り香や次の神を求め群がる幾多の邪霊による聖域侵入の防衛に尽力する。十二宮の戦いの終結や神殿跡の地中の異変を察知し聖闘少女にアテナの下へ戻るよう指示した。上空に浮上した神殿に残されたと見られる美衣とシャオリンを「孔雀の目」で捜索した。天上のエデンでは車椅子から降り和服を脱いだ姿で翔と再会。天上のエデンには邪悪の種を身に宿すことで到達している。
鷲座（イーグル）の魔鈴
声 - 喜多村英梨
技：流星拳
翔やシャオリンに聖アカデミーが聖域から襲撃されたことを伝えた。マユラから依頼を受け、翔や美衣、シャオリンへ指導を付ける。原作にはない鷲を使役している描写がある。
蛇使い座（オピュクス）のシャイナ
十二宮編後、聖域の墓地入口に現れた邪霊士の別働隊を打ち破る。
杯座（クラテリス）のアイソン
13年前、シュラにより深手を負ったマユラの傷を癒した。響子や翔を守ると約束し邪精霊となる。

#### 黄金聖闘士
十二宮の戦いで、城戸沙織が聖域へ乗り込んでくることを教皇から伝えられ、聖域を侵す輩の討伐指令を受けた。生き残った黄金聖闘士達は沙織に忠誠を誓う。なお、アニメのキービジュアルで黄金聖闘士のマントの裏地は赤であったが制作の過程で青に変更となった。
蠍座（スコーピオン）のミロ
声 - 関俊彦 / 櫻井孝宏
技：スカーレットニードル、スカーレットニードルアンタレス、スカーレットニードルブレイズ、スカーレットニードルブレイズアンタレス、スカーレットアサルトニードル、イグナイテッドスティンガー
エリス復活を防ぐため、黄金の林檎に封印されているエリスに依り代として狙われる幼き翔や響子を助けた。その際に響子へかけた言葉は、後に彼女を聖闘少女への道へ進むことを決意させる。教皇からエリス打倒の勅命を受けエリス神殿へ向かい、地下ではフォノスを倒し神殿内ではアテを撃破。リゲルとの戦闘では互いに一進一退の激しい攻防の最中、翔や美衣の登場により聖闘少女の存在を知り、目撃したアテナの小宇宙に言葉を失った。エリス覚醒が秒読みに入ると、スカーレットニードルを撃ち込み完全な覚醒を阻止する。
十二宮編後、沙織に従いエリスと対峙した後、神殿に突入。戦神アレスに苦戦するアイオリアの窮地を救い、続いて対峙する。アイオリアに大樹の核の破壊を指示し、自身はスカーレットニードルを集中して足に打ち込むことでアレスの動きを止めた。神殿が崩壊し始めると翔を伴い脱出する。ロシアのウラル山脈でアレスによる隕石落下の停止を目撃する。その後、アルゲアとなったリゲルと交戦、激闘の末彼の星命点を撃ち撃破した。倒れ伏した彼から邪悪の種が発芽するとムウの忠告を振り切り、邪悪の種を身に宿しエリスの結界を超え迎撃に来たデイモスと交戦し撃退した。その後、アイオリアと共にアレスと戦う。
射手座（サジタリアス）のアイオロス
声 - 屋良有作 / 梅原裕一郎
故人。アテに押される沙織の前に射手座の聖衣櫃から彼の遺志が小宇宙となって立ち上り黄金の矢の形をした光を放ち戦局を好転させた。
獅子座（レオ）のアイオリア
声 - 田中秀幸 / 梅原裕一郎
技：ライトニングプラズマ
十二宮編後、エリスとの新たな戦いに臨む沙織の命を受け神殿内部に先行して侵入、ウテルス心臓部に到達するが巨大な扉を破壊した際に出現した異次元空間に巻き込まれた。自分に攻撃を仕掛ける兄や自らの幻影との攻防を経て、アレスと対峙。神の力を受け強さが増大していたため窮地に陥るがミロに救出され、大樹の核を破壊する。神殿が崩壊し始めるとミロと共に脱出した。日本の東京でアレスによる隕石落下の停止を目撃する。ヒュスミネの襲撃を受けた際は手傷を負うも撃破した。その後、ミロと共にアレスと戦う。
魚座（ピスケス）のアフロディーテ
声 - 難波圭一
技：デモンローズ、Rデモンローズ（魔鈴の言及のみ）
教皇から聖域への沙織の送迎の指令を受け、戸隠連峰へ転送された沙織を拉致し聖域へ連行、その後、教皇に異次元へ飛ばされた沙織を導き城戸邸へ送り届けた。去り際、自らが一介の人間に過ぎず、アテナという神について神話や聖域の記録からでしか知りえなかったことや、自身の正義に対する考え・信念を伝え、対面時に教皇を討たなかった沙織の甘さを指摘しつつ、これから起こる戦いでアテナがどのような神か見極める旨の言葉を残す。十二宮の戦いで落命した。
蟹座（キャンサー）のデスマスク
声 - 田中亮一
技：積尸気冥界波、積尸気 滅 冥界波（復讐のデスマスク時）
エリスの残党を抹殺するため、彼らが狙いを定めていた聖闘少女候補生のいる聖アカデミーを先に襲撃して施設を破壊、候補生や教官を殺害した。仲間を殺され怒りに燃えるエルダと対峙した際は、黄金聖闘士の強大さを見せつけ彼女を積尸気へ送り、積尸気の中でエルダへ寄生しようと現れたエリスの残党を消滅させる。十二宮の戦いで落命した。
十二宮編後、エルダが月の牢に囚われ、彼女のイヴィル・シードが出芽した際に出現する。再び力を見せつけるも、カリストが自らを封印しようとしているのを感じると姿を消し、アレスの側に付いた。天上のエデンの奈落では聖闘少女達と対峙し冥界波で圧倒、唯一人立ち上がったエルダを死界の穴に落とそうとするが彼女の反撃を受ける。当初はエリスやアレスの作る新世界を望み、邪精霊のポイネに魂を利用させておりパニシメント（復讐）のデスマスクという、それまでの物とは形状・色が異なる赤黒い邪霊衣を顕現させた姿で、エルダ、続いて現れたムウと交戦した。エリスの力を受けていることもあり強大な力を発揮しムウを追い込むがエルダにより黄金の簪を眉間に受け一度は消滅する。
エルダとの戦いで気が変わったようで、再度黄金聖衣を纏った姿で現れ、当初は望んでいた新世界を「面白い夢だった」と評し、冥界で顔を合わせないようにとポイネを違う次元に飛ばした。
山羊座（カプリコーン）のシュラ
十二宮の戦いで落命した。13年前、アイオロスを追撃した後、聖域辺境で翔や響子を連れたマユラの前に立ち塞がり、教皇の命を遂行しようとするが彼女の覚悟を認め見逃した。
牡羊座（アリエス）のムウ
声 - 山崎たくみ
技：クリスタルウォール、スターライトエクスティンクション
十二宮編後、エリスとの新たな戦いに一人で臨む沙織を諌めた。貴鬼と共にエリス神殿を注視していたが、エリス神殿を覆っていたアテナの結界が消失したのを見ると参戦。翔や気を失った沙織を狙うアテ（分身）の攻撃から彼女らを守る。アテの分身を撃退した後、翔を神殿に送る。エルダとデスマスクの戦いの際、黄泉比良坂に現れデスマスクと交戦する。
牡牛座（タウラス）のアルデバラン
声 - 玄田哲章
技：グレートホーン
十二宮編後、十二宮入口前の闘技場に現れた邪霊士の一団を粉砕する。南米アンデス山脈でアレスによる隕石落下の停止を目撃する。
乙女座（バルゴ）のシャカ
声 - 三ツ矢雄二
技：天魔降伏
十二宮編後、聖域地下の霊安室にて、黄金聖闘士の遺体を邪霊士の素体にするため現れた邪精霊デュスノミアを破り、撤退させる。その後、聖域に結界を張っていた。のちに再度デュスノミアと対峙する。
双子座（ジェミニ）のサガ / 教皇
声 - 置鮎龍太郎
技：アナザーディメンション
アテナの補佐役にして聖域を統括し全聖闘士を束ねる教皇を騙る。エリス撃破の勅命を遂行したミロからエリス撃破や聖闘少女、アテナについての報告を受けた後、銀河戦争の裏で蠢く陰謀の調査やそれに加担する者達の抹殺、城戸沙織の聖域への連行を白銀聖闘士達に命じる。また、沙織の聖域への送迎という指令はアフロディーテにも発しており、彼が連行してきた沙織と対面する。涙を流しながら罪深い自分に対する裁きを沙織に要請するが、罪を償う心持ちを感じた沙織からは申し出を拒否される。突如、髪の色が変わり黄金の短剣で沙織を殺害せんとするが、再度現れた善の人格が沙織を異次元へ脱出させた。十二宮の戦いの後沙織に詫び自害したが、彼に存在していた邪悪な小宇宙は夜空へ上り、彗星レパルスと合わさり新たなる戦いの萌芽となる。
以前、邪精霊の襲撃から救出したカティアを、彼女の素性や目的を知った上で、自身がアテナに裁かれる時まで聖域での侍女となるよう要請している。また、アテナが聖域に戻った際スターヒルを訪れるよう伝言を託していた。
天秤座（ライブラ）の童虎
十二宮編後、アレスの結界が弱まったため天上のエデンに乗り込もうとするアイオリアを諫める。

#### アテナ軍関係者
城戸光政
先代のグラード財団総帥であり沙織の祖父。臨終の間際、沙織に彼女がアテナであることを伝え、励ましつつ死去した。
辰巳
声 - 江川央生
執事。城戸光政の臨終時は沙織と共に看取る。シャオリンから不審者と勘違いされ取り押さえられたこともある。
前教皇
声 - 飛田展男
クラウス
聖域にて教皇の補佐を務める助祭長。教皇に心酔し、その行いや判断を常に信じているため教皇への忠誠心は非常に篤い。カティアの声を封じるほどの小宇宙を持つ。教皇の悪の人格が現れた際は、自身は重傷を負いながらもカティアを害しようとした教皇を決死の思いで諫めた。
貴鬼
ムウの弟子。彼と共に上空に浮かぶエリス神殿を注視していたが、アテナの結界が消えたことで貴鬼本人がイヴィル・シードを植え付けられる危険を予測したムウから、ジャミールへの帰還を命じられる。
春麗
ドラゴン紫龍の幼馴染。五老峰で地上の平和を祈る。

### エリス軍
エリス
声 - M・A・O / 小林ゆう
「戦いと争い」を司る邪悪な女神。黄金の林檎に封印されるが不吉な彗星レパルスの導きにより地球へ襲来。翔の見る夢で、羽の生えた蛇となり彼女を依り代とするため狙ってきた。配下であるアテと沙織や聖闘少女との戦闘の際、アテの掲げた黄金の林檎から現れた羽の生えた蛇が翔を庇った響子の体を貫き肉体を得て依り代とする。邪精霊達からは「お母様」と呼ばれる。
沙織達の前へ現れ地上の征服や沙織を捕らえ黄金の林檎による生命力の奪取を宣言するが、完全には復活していないため、沙織の小宇宙を載せた翔の拳により魂に少しの傷を受けアテと共に撤退する。エリス神殿にあるウテルスの中で完全な覚醒を目論むが、翔と沙織の呼びかけで現れた響子の意識により翔に乗り移ろうとする所を響子に抑え込まれ暴走を始め、ミロのスカーレットニードルを受け復活を阻止された。
響子（エリスと一体化）
アレスの姉。神話の時代、アレスと共に多くの戦場で血と混乱を巻き起こしてきたがアテナに魂を封じられた。アレスの魂を見つけ出し仇敵アテナを倒して、姉弟で地上を支配することを目論んでいる。
翔子を守りたいという願いを再復活したエリスの小宇宙により増幅・歪曲させられ、エリスと一体化した邪悪な女神。
当初は自分が翔の姉でいられる間に彼女がエリスを倒す姿を見届けることを願っていたが、エリスに人（響子）の心が残存している限りエリスは翔を手に掛ける事は出来ず、同時にそれが翔の弱点ともなり彼女がエリスを倒せないと悟る。翔の首をアテナより優先して取れという命令を配下に下している。本人が沙織に語った所に拠ると、響子の人格は消えておらず、妹への愛情を捨てたことでより完璧な存在となれたと述べている。
十二宮編後、翔や沙織達の前に現れ新たな戦いへ誘う。翔が天上の間の前まで辿り着くと、彼女と交戦していたアテに一撃を浴びせ翔と対面。翔との最後の出会いに感謝をし彼女を信じていることを告げた後、翔を神殿から放逐するため雷撃を放った。アレスが出現してからは争いの星を地上に落下させ、アレスと共に地上を握ろうと目論む。意識を回復し自らの眼前に現れた沙織を捕らえ大樹の礎とせんとする。天上のエデンに乗り込んで来たマユラや翔と戦い敗北したアテから回復を願われるも拒否した。沙織によりアレスが昏倒させられると彼をウテルスに収容し回復させるが、目覚めたアレスから槍で突き立てられた。

#### 邪精霊
ルイン（破滅）のアテ　　
声 - 立花理香
技：ミリオンヘイトレッド、バイオレントディザスター
邪精霊のリーダー格。ムウによれば用心深く執念深い性格だが、エリスには狂信的なまでに忠実。
本編の始まる5年前、怪しげな老婆の姿で翔を籠絡しエリスの依り代にするという目的をミロによって防がれるが、その後の5年間、人間同士の争いで齎された流血を吸い続けて肉体的にも回復して妖艶な美女体としての姿を復活させた。彗星レパルスの力を受けての自らの強化ができる。「妹（声 - 高野麻里佳）」と呼ぶ多数の同じ容姿をした分身達がいるが本体より弱い。
匿われている翔を狙い城戸邸を襲撃。響子や美衣を一蹴し、まだアテナとして不完全な沙織を窮地に追い込む。その最中、小宇宙となって立ち上ったアイオロスの遺志が放った黄金の矢の形の光を受け敗北寸前に陥るが、自らが掲げた黄金の林檎から出でた羽の生えた蛇が翔を守った響子の体を貫きエリスの肉体を得ることに成功する。エリス神殿内部でフォノスを倒したミロと対峙。エリスの力を宿した蔦で拘束するも、5年を掛けた自らの再生よりミロの実力の向上が上回っており敗北。瀕死の状態で再びエリスの力による回復を望むも、エリスの弱体化を危惧したリゲルの炎を受け消滅する。
十二宮編後、元の美女体の姿で復活を果たしている。その際、自らが焚き付け美衣に敗れたエモニを自身の養分とした。また自分を倒したリゲルを筆頭とする元聖闘士達の登用や、エリスが響子の心を残していることを快く思っていない。他の邪精霊が翔の首を取ったとしても、エリスに捧げ神の力を得るのは自分のみと企図している。
神殿奥に座し、神殿内で繰り広げられる戦いで放出される小宇宙を吸収し力を貯めていた。アレスの裏切りを予測しており、エリスを本来の神として覚醒させるため翔の前に現れその首を狙った。天上のエデンでは翔とマユラと対峙、以前より遥かに強大となった力で黄金の簪を破壊した。当初は二人を圧倒するも、自ら翔の姿となり囮となったマユラを迎撃した際、翔に背後から組み付かれてのエクレウスローリングクラッシュを受け敗北した。その後、瀕死の状態で玉座にいるエリスに自身の回復を懇願するも拒否される。自分を愛してくれていた元の主人に戻って欲しいという涙ながらの訴えも空しく消滅した。
マリス（悪意）のエモニ
声 - 高野麻里佳
技：ナイトメアスキーム、（復活後）ルナティックバインド、イノセントグラムネス
「ミック」と名付けた熊のぬいぐるみを持つ幼女体の邪精霊。城戸別邸で美衣に倒される。
十二宮編後、新たな邪神となった響子から力を与えられ、少女体に成長した姿で復活する。ミックと共に「マーズ」と呼ばれる2体目の熊のぬいぐるみを持ち、人の心の内に痛みを与えるルナティック・バタフライを操る。力も以前より強大になっており、エリス神殿内で再戦した美衣を一度は圧倒するが、カティアを先に行かせ再び立ち上がった美衣に敗北。最期は白いスミレの花となり消えていった。散る間際、自身の不遇な家庭環境が示唆されている。
マーダー（殺戮）のフォノス
声 - 野島健児
技：麻酔糸（パラライズ・シルク）、絶望の牙（デスペアード・バイト）
男性体の邪精霊。強い光に弱い。蜘蛛を彷彿とする能力で意識を失っている翔を自らが庭とする神殿の地下で捕らえ、生命を吸収しようとするもミロに倒される。
復活後、天上のエデンの奈落にてシャオリンと翔に攻撃を仕掛けるが最後には敗北する。
ロウレス（無法）のデュスノミア
技：リバース・オブ・ユニバース、不可侵領域（パーソナル・フィールド）、絶対捕獲（アブソリュート・コンファインメント）
長髪をした美女体の邪精霊。アテをして身勝手と言わしめる性格で、エリスに対する態度もどこか冷めた一面もある。
十二宮編後、黄金聖闘士の死体を邪霊士の素体とするため、聖域地下の霊安室に差し向けた分身がシャカに倒されると、彼に興味を持ち新たな標的とする。アレスによる隕石落下の停止の後、上空から聖域へ攻撃を仕掛けるがシャカの施した幻影に阻まれた。天舞宝輪の中でも自在に動ける。その後、過去や未来を見通せる異次元空間にシャカを招き、彼が元いた世界へ戻らないよう懇願するが決裂した。
マッドネス（狂気）のマニア
技：ミラーオブダークネス、クレイジーディストラクション
人間から転生した少女体の邪精霊。元は聖闘少女候補生で、先輩であった響子に密かな想いを寄せていた。エリスを守り自分が新たな妹となるため翔の首を狙う。翔の姿を模して奇襲をかけ一端は優勢になるが、翔の放ったエクレウス流星拳を受け敗れる。最期は人と神の心を併せ持ち、葛藤する響子の心のうちにある苦しみを打ち砕くことを翔に頼みつつ、花弁となり消えていった。
アイソン
元杯座の白銀聖闘士。額に鉢巻を巻きマントの上から襤褸を纏っている。リゲルの言葉から聖闘士時代のリゲルより上位で響子と何か関連がある模様。
リゲルの誘いを受け天上の間に通ずる扉の前に来た翔を迎え入れる。スターヒルでは嘗て親交があり13年前に自身が助けたマユラの前に再び現れ、彼女の攻撃を避わしオリヴィアの遺骸を入手した。彼女の遺骸を伴い天上のエデンに帰還後にアテと遭遇、自らがエリスに献上するとして遺骸を引き渡すよう要求される。
ファニー（飢餓）のリモス
ユウファ
技：飢餓の吐息、餓狼幻襲拳、餓狼幻襲牙、餓狼羽扇刃
少女体の邪精霊。シャオリンと同様、幼少時に家族を失っており「武漢雑伎団」に引き取られていた。シャオリンがグラード財団特待生として選出された後、雑技団のトップを目指し必死に練習に励むが果たせず自らの運命を呪っていた。訓練中の不慮の事故で命を落とすが、その際エリスの誘いに乗り配下となる。邪精霊としての体と力を与え自身を特別な存在にしてくれたエリスを「救いの女神」と考えている。
神の果実を求めてテッサリアの森を訪れたシャオリンの前に、太湖船の一節を口遊びながら現れる。当初は殺害するつもりであったが、彼女が自分より相当弱いと感じると、戦場に立つなと忠告を残し姿を消す。天上のエデンにて再びシャオリンと対峙。幾度痛めつけても自身を未だ友と信じる彼女の姿勢に苛立ち、自らの全てを捧げる対価にエリスからリモスの力の全てを付与された。強大な力でシャオリンを圧倒するも、彼女の放つ光に一瞬目が眩んだ隙を突かれ舞台に落ちていた黄金の簪を拾われてしまい、簪を載せた一撃を受け敗北。最期はルピナスの花びらを残して消滅する。
復讐のポイネ
人型を形成する核として魂を利用する邪精霊。実体の無い霊魂が本来の姿。当初はデスマスクの魂を自身の核として利用していたが、それを破壊したエルダを新たな核にするべく狙う。エルダを守るように現れた蟹座の黄金聖衣を再び纏ったデスマスクが出現すると、再度取り込もうとするが動きを捉えられて操られ、違う次元に送られた。
ペイン（悲愴）のアルゲア
技：イグニスファトゥスグラナータ、コズミックインフェルノ、コズミックインフェルノスーパーノヴァ
下記のリゲルがエリスの力を受けた姿。邪悪の種の影響からか体表に太い神経のようなものが浮かび上がっている。地上で再びミロと対峙、スカーレットニードル15発をその身に受けてもものともせずミロに反撃するが、最後には星命点を撃ち抜かれ敗れる。
オブリビオン（忘却）のレテ
エリスから頂戴したマリアの体を操っていた。次の器にせんとしていたカティアの放った凍気に黄金の簪を載せた一撃を受け消滅した。
マリア
技：バニシングスノウ、ジュエリックティアーズ
カティアの妹。姉からはマーニャと呼ばれており共に聖アカデミーに入った。凍気を操る力は姉と互角であったが、どうしても相手への攻撃が出来ず南冠座（サザンクラウン）の聖闘少女の最終候補には残れなかった。その後、何者かに本物のアテナは聖域におり沙織は偽物であると唆され聖アカデミーに反逆した。自身を追いかけてきた姉と対峙した際は邪悪な小宇宙に飲み込まれ、何者かに体を操られ姉に攻撃をしてしまう。応戦した姉も凍気の制御が出来ず、マリアの氷漬けとなった体が砕け散った。
体を操られてからは聖域への侵入を試みた姉を襲撃した。天上のエデンでは「忘却の河」にて妹殺しをした姉を待ち受ける。体を操られ望んでいない戦いを強いられているマリア自身の涙を見た姉により、エリス軍の下僕として生かされている状態を消し去るため葬られた。その際、姉の凍気と共に黄金の簪が発する清らかな光を受け自身を操っていたレテから解放される。姉がレテに追い込まれると思念体として現れ姉のために氷の防御壁を展開し助力した。
デュエル（闘争）のヒュスミネ
技：セレイテッドブレード
隕石と共に地上に現れた女性体の邪精霊。両手両足から繰り出す斬撃を使いアイオリアに襲い掛かる。ライトニングプラズマを受けてなお立ち上がりアイオリアに傷を負わせるが最後には敗れた。
オース（誓言）のホルコス
技：雷槌、エターナルリングス
誓言の湖の主。美衣とエドワードに誓いを破った罰を与えんとする。エドワードの魂を核とした邪精霊。美衣の心の花を欲し憑りつくも、いるか座の聖衣の探知信号を使い湖底に沈んだ簪を手にした彼女から簪での一撃を受け敗れた。
マサカー（虐殺）のアンドロクタシア
プランダー（略奪）のレイラ
ディシード（欺瞞）のパティ
技：デッドリーヘルファイア（アンドロクタシア）、デスクイーンデルタアタック（3人での合体技）
黄金の簪を捜索していたエルダの前に立ちはだかった女性体の邪精霊達。元はデスクイーン島を拠点とした暗黒聖闘少女（ブラックセインティア）「虐殺の3姉妹」で、アンドロクタシアは派手な不良風で頬に傷があり、レイラは小太りの中華風、パティはお嬢様然とした外見。エルダに討たれて魂となったところでエリスの力に魅せられ邪精霊に転生、配下となる。アンドロクタシアの頬の傷はエルダによってつけられたもの。
エルダへの強い恨みから、黄金の簪を探しに来た彼女に3人でまとめて襲い掛かり、連携攻撃を浴びせるが大したダメージは与えられず、しかもそれは正義のためとはいえ彼女達を殺した罰としてわざとエルダが受けたものだった。エルダから「群れるしか能のない雑魚」と挑発されて怒りのままに襲い掛かるが、直後のエルダの反撃を受けてあえなく消滅した。
ライズ（戯言）のフセウドス
技：ミリアドウライズ
幼女体の邪精霊。偽りの涙を見せアルデバランの隙を突くも返り討ちに遭う。

#### 邪霊士
シリウス・アルゲティ・ディオに関してはアニメオリジナル。
斗樹
声 - 武内駿輔
邪武と同じくグラード財団から聖闘士候補生として世界各地に送られた少年達の内の一人。聖闘士を目指すための厳しい試練の日々の中で、一瞬の心の隙を邪悪に付かれイヴィル・シードを植え付けられエリスの軍門に下った。グラード財団へ復讐するため城戸別邸に現れ沙織を襲撃するが邪武に邪魔される。最期は沙織の小宇宙を受け本来の意識を取り戻しスノードロップの花となって散っていった。
リゲル
技：イグニスファトゥス、イグニスファトゥスサルターレ
黄金聖衣でさえ食い止められぬ灼熱の蒼い炎を操る、元オリオン座の白銀聖闘士。エリスの器となった響子と過去に因縁があって情愛のような感情を抱き、エリスではなく響子を守ることを決意している。ミロに敗北しエリスの力を以て再生を図ったアテを、エリスを消耗させる害なす存在と判断し消滅させた。その後響子ごとエリスを葬ろうとするミロと対峙、一進一退の激しい攻防の中、強大な小宇宙を放ち抑える。
十二宮編後は、エリスと一体化した響子に付き従う。神殿内部を進むエルダと翔の前に立ちはだかり翔を天上の間に通ずる扉の前まで誘った。アテが翔の首を狙った際はその攻撃を防ぐ。エリス神殿が崩壊した際は翔を救出しミロに託した。ネオ・レパルスが地上に迫ると再びミロと対峙する。
シリウス
声 - 酒巻光宏
元巨犬座の白銀聖闘士。
アルゲティ
声 - 木村隼人
元ヘラクレス星座の白銀聖闘士。
ディオ
声 - 田所陽向
元銀蝿座の白銀聖闘士。

### アレス軍
アレス
技：アナザーディメンション、ギャラクシアンエクスプロージョン、アルティメット ギャラクシアンエクスプロージョン
戦神。エリスの弟。神話の時代、美貌や強さは神々の中で一、二位を争う程であった。エリスと共に多くの戦場に出で戦火と混乱をもたらして来たが、アテナに魂を封じられた。
サガの悪の人格が大樹の小宇宙を喰らい羽の生えた邪霊衣を纏った姿。エリスの前に現れ、抵抗勢力を全力で倒してこその支配という考えからアテナの魂の返還を要求した。争いの種子を拡散させるため彗星レパルスを破壊し隕石のように地球上に降らせ、それを止めようとエリスの前に現れた沙織に奇襲を掛けた。沙織に止めを刺そうとした所を彼女の一撃を受け昏倒する。その後エリスによりウテルスに入れられアテナの生命を吸収する。回復し目覚めると玉座に座していたエリスに槍を突き立てた。その後、アイオリアやミロと交戦する。
サガの悪の人格
十二宮の戦いで自害したサガの肉体から抜け出した悪の人格のみが、自身が地上最強であることを証明できた暁には地上を任せるというエリスの誘いに乗り、エリス神殿跡地の地中から出現した。当初は右眼の下に太い神経のような模様が浮かび上がっていた。神の力を受けているため以前より力を増している。上空に浮上したエリス神殿で、自ら作り出したウテルス心臓部の異次元空間を突破したアイオリア、続いてミロと交戦。アイオリアに大樹の核を破壊させ、放出された膨大な大樹の小宇宙を取り込むことが可能となり、自らが新たなる神とならんと目論む。

#### 狂闘霊
フィアー（恐怖）のデイモス
技：インフィニットフォール、インフィニットフィアス スターズ
ハルモニアの兄。自分の姿を見た者は恐怖から体が動かなくなるという性質を持つ。ポボスにアレス覚醒の際に不測の事態の起こらないよう大樹の傍に留まる要請をし、自身は超次元の結界を抜けて天上のエデンへ来るミロを迎撃する。
ディフィート（敗走）のポボス
技：ディファイアントヴォルテクス
アレスの僕。自分の姿を見た者は戦意を失って力が入らなくなるという性質を持つ。邪精霊については快く思っていない。聖闘少女に取引を持ち掛け断られると、直前にくすねていた聖闘少女の付けていたアルテミスの黄金の簪を天上のエデン全域にばら撒いた。デイモスから大樹の傍に控え不測の事態に備えるよう依頼される。聖闘少女を迎撃し、遅れてエルダやリュトスとも交戦するが敗北した。
ハーモニー（調和）のハルモニア
技：ブレスオブパラダイス、カースオブパラダイス
エデンの魔女。「天上のエデン」の案内役。同地に来た聖闘少女に攻撃を仕掛けた。兄らと共に大樹に控えていたがいつの間にか姿を消す。その後、何者かに授けられた闘衣を纏い美衣やカティアらと交戦した。デイモスが聖闘少女に止めを刺そうとした際、彼に懇願しその一撃を止める。

### その他
ルミ
声 - 大橋彩香
翔の流星学園での友人。沙織に憧れており、彼女を呼び捨てにする翔に消されると忠告した。アテが学園に乗り込んだ際は彼女に眠らされる。その後翔と共に銀河戦争2回戦を観戦する。
翔子の父
声 - 間宮康弘
名前不明。響子・翔子姉妹の父であるが彼女らの母と名乗るオリヴィアとの関係は不明。空手道場を営み、グラード財団との特待生契約をして5年前響子を送り出した。娘への空手の指導は熱心だがノックもせずに部屋に入る等ややデリカシーに欠けた面もある。辰巳を兄さんと呼んでいる。辰巳と共に邪霊士に襲われるがミライ・シナトに助けられた。
ミト
声 - 植竹香菜
聖アカデミーの教官と思しき女性。デスマスクによるアカデミー襲撃で致命傷を負う。駆けつけたエルダに退避を促した後、息を引き取る。
邪蛇
声 - 太田哲治、日笠陽子
アルテミス
アテナの姉であり、オリンポス十二神の一神でもある月の女神。アテナが再び地上に降臨した際は非常に喜び、彼女の成長を月の神殿から見守っていた。カティアには潔癖で厳格な女神と呼ばれたが、カリストをして清らかな乙女には優しいとされる。カリストに認められたカティアとアテナに対する支援として、自身の力が込められた「黄金の簪」・「月の羽衣」を授ける。
カリスト
アルテミスの侍女。月の神殿を訪れたカティアやエルダの深層に潜む執着心を見抜くが、心の不純を除く行動を取ったカティアを認めアルテミスへの拝謁許可を出す。
リュトス
月の神殿の衛士と思しき子供。エルダには不覚を取ったが、一般の衛士以上に強弓の使い手で、カティアをして相当の手練れと言わしめる実力を持っている。デスマスクと遭遇した際にエルダに命を救われた借りを返すため、オリンポス山麓の渓谷に落ちた彼女を救出する。
エドワード
幼少時の美衣とある誓いをした青年。ホルコスにより地上から呼び寄せられた。
ヘカーテ
月の魔女。リュトスの寿命10年と引き換えに彼の願いを叶えた。

## 用語解説
聖闘士星矢の用語解説も参照。
聖闘少女（セインティア）
常にアテナの傍で身辺の世話をする特別な役割をもった女性聖闘士。その役割を果たすために時には神にしか行けないとされる場所にも赴くことが許されている。従来の女性聖闘士とは異なり、特例として女子のまま聖闘士として認められるため仮面を装着する義務は無く、純潔で高い素養をもった完全な女子数名のみに聖闘少女としての資格を与えられる。聖闘少女としての役目を達成した際は聖域からその存在は無くなる模様。
男性優位社会である聖域には聖闘少女の記録自体が残存しておらず、彼女達が職務上残した記録もアテナの身体に関する情報を含むため教皇を除く一般聖闘士は閲覧出来ない場所に保管されている。また、アテナが地上に降臨していない時代には必要ない役職のため、黄金聖闘士ですら聖闘少女の存在を伝説上のものと捉えており、実在を知らなかった。13年前のサガの反乱の際、アテナ降臨のため聖域に詰めていた聖闘少女達が死亡したが、生き延びた少数の聖闘少女が聖アカデミーに伝承を持ち帰っており、その後はグラード財団が独自に設立した聖アカデミーで新規に沙織のための聖闘少女の養成が行われた。
諜報活動にも優れており独自の情報網を持つ。また、聖闘少女の纏う聖衣の修復のためには女性の血液が必要。聖衣の下にアンダーヴェールを着用する者もいる。
グラード財団
城戸沙織を実質的な支配者とするアジア一の財閥。世界各地から優れた子供を集め幾年に渡り厳格な教育を施すという特待生制度がある。
聖（セント）アカデミー
グラード財団が設立した全寮制の教育機関。スイスアルプス地方にあり、表向きはグラード財団が世界中から選抜した特待生の教育施設であるが、実際は聖闘少女を養成する機関である。修練に励む候補生には一等など階級がある模様。アカデミーで行われる全ての試練・課程を終えると聖衣を与えられ、一人前の聖闘少女として「卒業」となる。響子、美衣、シャオリン、カティア、エルダはこのアカデミーの卒業生。アカデミーは聖域側からは反逆者と見られており、黄金聖闘士デスマスクの襲撃を受け壊滅する。
邪精霊（ドリアード）
邪神エリスの配下で、人の心に巣食う邪な部分が人型と成った者達。アテによると、かつてはエリスが作りだした限りなく神に近い存在であったとされる。人間から転生する形で邪精霊となる者もいる。魂のみの存在となっても大樹に力が満ちると復活する。なお、邪精霊の二つ名は、数々の邪悪に由来する。また、聖闘士とは異なり女性が主力である。
邪霊衣（リーフ）
邪精霊の纏う漆黒が混じる赤色の戦闘衣。女神エリス配下の証である。
邪霊士（ゴースト）
イヴィル・シードが出芽した戦士達。エモニの言葉から邪精霊よりも下位に位置する。
イヴィル・シード
人間の心に巣食う邪悪を増大させる種。犠牲者にまとわりつく黒い茨蔦として描写される。
エリス神殿
聖域より東方にある、昔は「エデンの園」と呼ばれた地域に出現したエリスや邪精霊の本拠地。エリスを道連れとした響子により一度は崩壊したが、十二宮の戦い終結後、エリスと一体化した響子の力により出現し上空に浮上する。目撃したシャカは、目的は聖域の結界を突破し、アテナ神殿にエリス神殿をぶつけて大惨事を引き起こすことと喝破する。
争いの大樹（ウテルス）
エリス神殿上部でイヴィル・シードを放出する大樹であり成長すると花を咲かせる。エリス復活の際は響子が囚われた。邪霊の力を増大させる効果も併せ持つ。
スターヒル
教皇のみが出入りを許される聖域最大の禁区。通常は教皇が星詠みをする場所であるが、聖域に関する膨大な記録が存在する。
神の果実
デメテルが作った、ギリシア・テッサリア地方の「聖なる森」にあるとされる神の力を宿した樹になる実。神の体さえ癒す秘薬になるといわれる。
黄金の簪
アルテミスの所持する神具。彼女の力が封じられており邪悪を抑止する力を有している。「月の羽衣」同様、月の女神に認められた乙女以外が使用すると効力を失う。
月の羽衣
アルテミスの所持する神具。彼女の力が封じられており、纏った者を守る力を備えている。また、纏った者は神にしか行けない次元空間にも行くことができる。聖闘少女のアンダーヴェールに同化した。
エルメスの靴
リュトスの使用する黄金の靴。飛行能力を持っている。
天上のエデン
超次元にあるエリスの本拠地。
厄災の巨星
ネオ・レパルスを指す。
狂闘霊（ファントム）
アレスの側近。アレスと共に復活した。
闘衣（アーマー）
狂闘霊の纏う戦闘衣。
アテナ・エクスレザレクション
聖闘少女に代々伝わる禁忌の技。使用した聖闘少女全ての生命と引き換えにアテナの魂を復活させる。
聖装衣（ドレス）
聖闘少女の真の戦闘衣。アテナと心が通じ合った証とされる。

## 書誌情報
- 車田正美（原作）・久織ちまき（漫画） 『聖闘士星矢 セインティア翔』 秋田書店〈チャンピオンREDコミックス〉、全16巻
  1. 2013年12月6日発売[8]、ISBN 978-4-253-23593-8
  2. 2014年6月20日発売[9]、ISBN 978-4-253-23594-5
  3. 2014年10月20日発売[10]、ISBN 978-4-253-23595-2
  4. 2015年2月20日発売[11]、ISBN 978-4-253-23596-9
  5. 2015年5月20日発売[12]、ISBN 978-4-253-23597-6
  6. 2015年10月20日発売[13]、ISBN 978-4-253-23598-3
  7. 2016年3月18日発売[14]、ISBN 978-4-253-23599-0
  8. 2016年6月8日発売[15]、ISBN 978-4-253-23600-3
  9. 2016年12月20日発売[16]、ISBN 978-4-253-23601-0
  10. 2017年8月18日発売[17]、ISBN 978-4-253-23602-7
  11. 2018年2月20日発売[18]、ISBN 978-4-253-23881-6
  12. 2018年12月20日発売[19]、ISBN 978-4-253-23882-3
  13. 2019年8月20日発売[20]、ISBN 978-4-253-23883-0
  14. 2020年9月17日発売[21]、ISBN 978-4-253-23884-7
  15. 2021年4月20日発売[22]、ISBN 978-4-253-23885-4
  16. 2022年1月20日発売[23]、ISBN 978-4-253-23886-1

## アニメ
2016年12月に製作が発表された。2018年12月よりスカパー！アニメセット for Prime Videoやアニマックスほかにて配信・放送された。全10話。アニメーション制作はGONZO。

### スタッフ
- 原作 - 車田正美
- 漫画 - 久織ちまき
- シリーズディレクター - 玉川真人
- シリーズ構成 - 高橋郁子
- キャラクターデザイン・総作画監督 - 市川慶一、西野文那
- 設定アドバイザー - 佐々木憲世
- 美術設定 - 藤瀬智康
- 美術監督 - 市倉敬
- 色彩設計 - 村田恵里子
- 撮影監督 - 松井伸哉
- 音響監督 - 高寺たけし
- 編集 - 神宮司由美
- 音楽 - 佐橋俊彦
- アニメーションプロデューサー - 吉本聡、依田一
- プロデューサー - 安見香
- アニメーション制作 - GONZO
- 企画・製作 - 東映アニメーション

### 主題歌
「The Beautiful Brave」
翔子（鈴木愛奈）、響子（M・A・O）、沙織（水瀬いのり）、美衣（中島愛）によるオープニングテーマ。作詞は森由里子、作曲・編曲は高梨康治。
「微笑みのレゾナンス」
翔子（鈴木愛奈）、響子（M・A・O）によるエンディングテーマ。作詞は森由里子、作曲・編曲は片山修志。
「争い死にゆく者たちに祝福を」
第7話でのみ使用された邪神エリス（M・A・O）によるエンディングテーマ。作詞はFunta7、作曲・編曲は藤澤健至。

### 各話リスト
| 話数 | サブタイトル                         | 脚本     | 絵コンテ            | 演出     | 作画監督                                                     | アイキャッチ | 配信開始日      | 放送日          |
| ---- | ------------------------------------ | -------- | ------------------- | -------- | ------------------------------------------------------------ | ------------ | --------------- | --------------- |
| 1    | 宿命の姉妹！翔子と響子               | 高橋郁子 | 玉川真人            | 土屋康郎 | 西野文那                                                     | 翔子         | 2018年 12月10日 | 2018年 12月24日 |
| 2    | それぞれの決意！女神と聖闘少女       | 高橋郁子 | 森本育郎            | 浅見松雄 | 白鳥弘公 小林一三                                            | 沙織         | 12月17日        | 2018年 12月24日 |
| 3    | 闇に咲く！エリスの邪精霊たち         | 山口亮太 | 玉川真人 杉村苑美   | 玉川真人 | 西野文那                                                     | 美衣         | 12月24日        | 2019年 1月7日   |
| 4    | 哀しみの再会！隔たれた姉妹の絆       | 高橋郁子 | 玉川真人            | 玉川真人 | 山﨑展義 西野文那                                            | 響子         | 2019年 1月7日   | 1月14日         |
| 5    | 翔べ！ペガサスのように               | 山口亮太 | 佐々木憲世          | 又野弘道 | 西野文那 手島勇人                                            | 暁鈴         | 1月14日         | 1月21日         |
| 6    | せめぎ合う魂！沙織vs.教皇            | 山口亮太 | 高橋敦史            | 又野弘道 | Kim Heekang Kim Daehoon 西野文那 信実節子                    | カティア     | 1月21日         | 1月28日         |
| 7    | 十二宮の死闘！恐るべき邪霊の幻惑     | 山口亮太 | 佐々木憲世          | 土屋康郎 | 西野文那 西位輝実 杉村苑美 山﨑展義                          | エルダ       | 1月28日         | 2月4日          |
| 8    | 悪夢の激突！燃えあがる獅子の拳       | 山口亮太 | 西田正義 佐々木憲世 | 殿勝秀樹 | IM CHAE GIL PARK JAE SUK HA HYUNG OUK YEO JONG SIK           | 翔子         | 2月4日          | 2月11日         |
| 9    | 争いの渦！黄金の林檎とオリオンの献身 | 高橋郁子 | 佐々木憲世          | 又野弘道 | 西野文那 瀬尾康博 杉村苑美 西位輝実                          | エリス       | 2月11日         | 2月18日         |
| 10   | 輝け少女たちよ！気高き祈りの果てに   | 高橋郁子 | 玉川真人            | 玉川真人 | 西野文那 山﨑展義 瀬尾康博 杉村苑美 西位輝実 染柄吉 熊田明子 | 翔子＆沙織   | 2月18日         | 2月25日         |

### 放送局
| 配信開始日     | 配信時間        | 配信サイト                             | 備考                                                          |
| -------------- | --------------- | -------------------------------------- | ------------------------------------------------------------- |
| 2018年12月10日 | 月曜 19:00 更新 | スカパー！アニメセット for Prime Video |                                                               |
| 2018年12月10日 |                 | ANIMAX on PlayStation                  | 2019年1月8日をもってサービスを終了したため、第3話までの配信。 |
| 2019年1月5日   | 不明            | dアニマックス                          |                                                               |

| 放送期間                       | 放送時間           | 放送局       | 備考      |
| ------------------------------ | ------------------ | ------------ | --------- |
| 2018年12月24日 - 2019年2月25日 | 月曜 19:00 - 19:30 | アニマックス | BS/CS放送 |